# Narratio de rebus Armeniae
La Narratio de rebus Armeniae (latin pour "Compte des affaires arméniennes") est une œuvre historique relatant les relations entre les églises arménienne et grecque écrite vers l'an 700. Elle n'est pas exclusivement centrée sur les affaires ecclésiastiques et touche également à l'histoire de l'Arménie et ses relations avec l'empire romain.
Elle est écrite à l'origine en arménien, mais le texte complet n'est connu que par une traduction grecque, intitulée Diégèse, réalisée avant le XIe siècle, peut-être dès le VIIIe. Bien qu'il y ait plus tard des écrivains arméniens qui citent la version arménienne, elle est maintenant perdue.
La Narratio est écrite dans une perspective pro-chalcédonienne en décalage avec la position monophysite adoptée par une partie de l'église arménienne et mieux alignée théologiquement avec l'église orthodoxe.
Elle couvre la série de conciles qui ont causé le schisme progressif entre les deux églises : Nicée (325), Chalcédoine (451) et Dvin (555) - et les diverses tentatives pour combler la fracture aux VIe et VIIe siècles. Elle se termine sur une note d'échec .
La Narratio elle-même, cependant, est la preuve de l'existence continue d'une minorité chalcédonienne parmi les Arméniens au moins jusqu'au huitième siècle.
Au IXe siècle, Arsène de Scété cite la Narratio dans son récit du schisme entre les Arméniens et sa propre église géorgienne. Le texte grec est conservé dans quatre manuscrits, dont un du XVe siècle actuellement à Paris (BnF ms. Grec 900) et trois à la Bibliothèque du Vatican (Gr. 1455 ; Ottob. Gr. 77 ; Gr.1101) datant du XIIIe siècle au XVIe. Le texte a été publié pour la première fois en 1648 par François Combefis, qui lui a donné le titre latin sous lequel il est maintenant connu.